# Norman Greenwood
Norman Neill Greenwood (19 de janeiro de 1925 – 14 de novembro de 2012) foi um químico australiano-britânico e professor emérito da Universidade de Leeds. Junto com Alan Earnshaw, ele escreveu o livro didático Química dos Elementos, publicado pela primeira vez em 1984.

## Honras
Greenwood foi eleito membro da Royal Society (FRS) em 1987.